# شهرستان میامی (ایندیانا)
شهرستان میامی، ایندیانا (به انگلیسی: Miami County, Indiana) شهرستانی در ایالات متحده آمریکا است که در ایندیانا واقع شده‌است.